# Home (album de Simply Red)
Pour les articles homonymes, voir Home.
Home est un album studio du groupe britannique Simply Red, sorti le 3 juin 2003.

## Liste des Titres
1. Home
2. Fake
3. Sunrise
4. You Make Me Feel Brand New
5. Home Loan Blues
6. Positively 4th Street
7. Lost Weekend
8. Money in My Pocket (Plan B mix)
9. Something for You
10. It's You
11. Home (reprise)

## Singles
- Sunrise  (2003)
- Fake (2004)
- You Make Me Feel Brand New (2004)
- Home (2004)

## Clips Vidéos
- Sunrise
- Fake
- You Make Me Feel Brand New (live en Sicile)
- Home